# Xavier Mira i Cortell
Xavier Mira i Cortell, més conegut com a Xavi Mira, (nascut a Alcoi) és un actor de cinema, teatre i televisió alcoià.

## Obres

### Cinema
- Rufino, d'Octavi Masià (1998)
- Tempus fugit, d'Enric Folch (2003)
- Presumptes implicats, d'Enric Folch (2007)
- Atles de geografia humana (Atlas de geografía humana), d'Azucena Rodríguez (2007)
- Rumors, d'Óscar Aibar (2007)
- El tresor, de Manuel Martín Cuenca (2008)
- Los sobrinos del Capitán Grant, de Paco Mir (2012)

### Teatre
- I Love You, You're Perfect, Now Change (1999)
- En defensa dels mosquits albins
- Paradis
- Nelly Blue
- El nom
- toc toc
- la ola
- operació moldavia
- The Addams Family (2018-19)

### Televisió
- Laberint d'ombres (1999)
- Jet Lag (2001-06)
- Hospital Central (2004)
- Abuela de verano (2005)
- Estudio 1 (2006)
- Cosas de la vida (2008)
- Viva Luisa (2008)
- Ventdelplà (2008)
- Física o química (2008)
- Doctor Mateo (2009)
- 39+1 (2014)
- Cuéntame cómo pasó (2015)
- El incidente (2017)
- Fèlix (2018)
- Servir y proteger (2019-2020)
- Madres. Amor y vida (2020)
- Desaparecidos (2020)
- Com si fos ahir (2022-2023)[3]
- La unidad (2023)